# Aventura amorosa
Una aventura, aventura amorosa, aventura sentimental, amorío, lío,  lío amoroso o affaire se refiere a una relación sexual, amistad romántica o vínculo apasionado en el que al menos una de las personas involucradas tiene un compromiso formal o informal con una tercera persona, que puede no estar de acuerdo con dicha relación o ser consciente siquiera de su existencia.

## Aventuras románticas

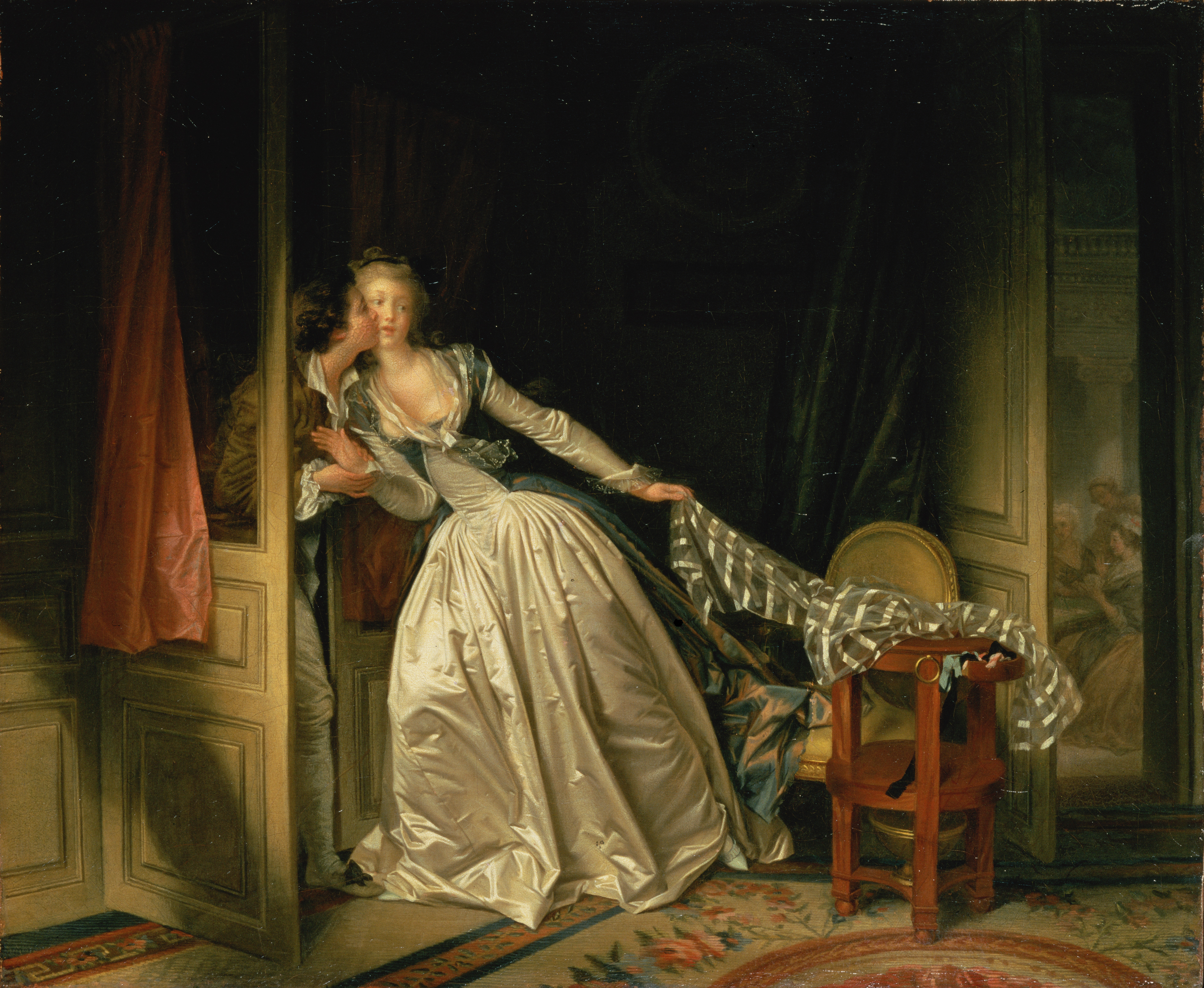
El beso robado de Jean-Honoré Fragonard

Una aventura romántica, llamada también aventura sentimental, puede referirse a una relación sexual o más emocional entre dos personas que pueden sostener relaciones sexuales sin esperar que ocurra una relación romántica más formal. Las aventuras son románticas por naturaleza.
El término aventura o amorío puede asimismo describir parte de un acuerdo al interior de un matrimonio abierto o relación abierta, como en los casos del intercambio de pareja, noviazgo o poliamor, en el que algunas formas de sexo con la pareja no primaria están permitidas mientras que otras no. Personas que están en relaciones abiertas, incluyendo parejas no casadas o familias poliamorosas, pueden considerar que la norma son la aventuras amorosas consensuadas, pero cuando ocurre una aventura sin autorización de las otras personas en la relación, se describe como infidelidad y puede experimentarse como adulterio o como una traición tanto a la confianza como a la integridad personal, si bien para la mayoría de la gente no se consideraría ilícito.
Cuando las aventuras románticas carecen de comportamientos sexuales abiertos o privados, pero exhiben una intimidad emocional intensa o duradera, pueden ser llamadas también aventuras emocionales, amores platónicos o amistades románticas.

## Aventuras extramaritales
Las aventuras o romances extramatrimoniales o extramaritales son relaciones que ocurren fuera del matrimonio y en los que ocurre una relación romántica o sexual ilícita, una amistad romántica o un vínculo apasionado. 
Una aventura puede continuar de una u otra forma durante años, incluso si uno de quienes participan en tal aventura pasa por el matrimonio, el divorcio y las segundas nupcias. En este caso, la aventura podría considerarse como la relación principal, siendo el matrimonio secundario a ella. Varias personas consideran que el motivo de tener una relación extramatrimonial es un fracaso matrimonial, en el que ninguno de los cónyuges logra complacer al otro. Esto puede considerarse poligamia en serie u otras formas de no monogamia.
La capacidad de mantener relaciones extramatrimoniales en serie y clandestinas, a la vez que se salvaguardan otros secretos y conflictos de intereses inherentes a tal práctica, requiere habilidad para el engaño y una negociación falsa o engañosa. Incluso el hecho de ocultar una aventura amorosa requiere cierto nivel de habilidad o manipulación maliciosa. A todas estas conductas se les suele llamar más comúnmente mentira.
El engaño puede definirse como la «manipulación secreta o encubierta de la percepción para alterar pensamientos, sentimientos o creencias». La ocurrencia del engaño puede indicar el nivel al cual quien engaña ha violado las condiciones fundamentales de fidelidad, vulnerabilidad recíproca y transparencia. En ocasiones, éstas son condiciones previas explícitas o asumidas de una relación íntima comprometida.
Personas que tienen aventuras amorosas con personas casadas pueden en algunas jurisdicciones ser procesadas por adulterio y demandadas por los cónyuges que han sido abandonados en otras, o pueden ser nombradas como «codemandados» en procesos de divorcio. En 2009, ocho estados en los EE.UU permitieron tales demandas por enajenación de afectos.Es posible que aventuras amorosas con el consentimiento de sus parejas no se consideren casos de infidelidad o adulterio.

## Aventuras amorosas en línea
La aparición de comunicación mediada por computadores ha introducido un nuevo tipo de comunicación y, en consecuencia, un nuevo tipo de «aventura amorosa». Con el auge del internet y los teléfonos inteligentes, conductas mediadas por computador (p. ej., el sexteo, enviar fotos sexualmente explícitas) se han vuelto comunes,en tanto facilitan que haya una aventura amorosa sin que la pareja primaria lo descubra, involucrándose en todo tipo de actividades sexuales y eróticas con personas fuera de su relación, incluyendo conocer nuevas parejas potenciales o mantener conversaciones o conductas sexuales, con o sin una cámara web.Existen varios tipos de comunicación mediada por computadores que difieren uno del otro en algunos aspectos importantes: formatos de comunicación uno a uno o grupales, interrelaciones con personas anónimas o identificadas, o comunicaciones en formatos sincrónicos o asincrónicos. Las aventuras amorosas en línea o «virtuales» combinan características de relaciones cercanas y remotas. 
Como ocurre con la infidelidad en persona, en las aventuras amorosas en línea puede hablarse de infidelidad emocional e infidelidad sexual, siendo considerados ejemplos de la primera comportamientos como el coqueteo en línea o el uso de sitios de encuentros, y como ejemplos de infidelidad sexual por internet el cibersexo o el intercambio de fotografías explícitas.De acuerdo con Ben Ze'ef, una aventura amorosa en línea es un tipo único de aventura amorosa (denominado «vínculo desapegado» o simplemente «desapego») que incluye rasgos opuestos cuya presencia en una aventura amorosa cara a cara sería paradójica. Como ocurre en aventuras amorosas directas cara a cara, las aventuras en línea pueden ser espontáneas y casuales y mostrar un intenso involucramiento personal. No obstante, las aventuras amorosas en línea también pueden tratarse más de un discurso planificado que de conversaciones espontáneas. Como ocurre con cartas escritas, los mensajes en línea pueden almacenarse y tener por tanto una presencia permanente, aspecto que no existe en las aventuras amorosas cara a cara.
Quienes participan en aventuras amorosas en línea pueden ser desconocidos entre sí en el sentido de que nunca se han conocido personalmente. Sin embargo, son también cercanos entre sí en tanto comparten información íntima. En las aventuras amorosas en línea, las personas intentan disfrutar de los beneficios de las aventuras amorosas cercanas y remotas, evitando al mismo tiempo sus problemas. Las personas disfrutan de los productos altamente valorados de las aventuras amorosas cercanas a la vez que pagan el bajo costo de las aventuras remotas o a distancia. En palabras de una mujer: «Él constantemente me decía que no me podía brindar lo que yo quería, y yo siempre le respondía: «No te estoy pidiendo nada, simplemente disfrutar de tu compañía».

## Aventuras amorosas famosas
- Asunto del collar
- Escándalo Harden-Eulenburg
- Asunto Haijby
- Escándalo Clinton-Lewinsky
- El caso Makropulos (ópera)
- Caso Profumo
- Escándalo Spiegel